# 阿日赖庙
阿日赖庙，赐名“沙德日布达尔杰令”，蒙古名“瑙木拉勒·布特格勒·德勒格如利格其寺”，位于内蒙古自治区鄂尔多斯市鄂托克前旗昂素镇阿日赖嘎查，是一座藏传佛教格鲁派寺院。

## 简介
该庙建于清朝光绪十五年（1889年）。该庙以南10里处是鄂托克旗第一敖包——宝日陶勒盖敖包。该庙是将清朝同治年间被马化龙回民起义军毁坏的三座小庙合并重建而成，庙址由十世乌兰活佛选定，当时兴建了一座莲花生殿。1934年，九世班禅在此庙下榻时，提议扩建此庙。1935年，兴建两层35间藏式大经堂一座，随后又兴建4间天母殿、两座佛塔。
该庙有大喇嘛府邸、庙仓、厨房等共十余间。庙务会由大喇嘛、掌堂师、领经师、大保管、管家、庙仓保管等人组成。庙内有30多名喇嘛。大经堂供奉释迦牟尼师徒三尊、宗喀巴师徒三尊、弥勒佛、十六罗汉、绿度母、白度母。每年农历正月，四、五、六月，九、十、十二月均举办法会，全年合计共举办47天法会。农历五月初八、初九跳查玛舞，农历五月十三日祭祀宝日陶勒盖敖包。
1984年，该庙被指定为鄂托克前旗宗教活动点。